# 安贝尔
安贝尔（法語：Humbert，法語發音：[œ̃bɛʁ]）是法国上法蘭西大區加来海峡省的一个市镇，属于蒙特勒伊区。

## 地理
安贝尔（50°30'17"N, 1°54'25"E）面积7.85 平方千米，位于法国上法蘭西大區加来海峡省，该省份为法国北部沿海省份，西北濒北海，南至索姆省，东临北部省。
与安贝尔接壤的市镇（或旧市镇、城区）包括：圣米歇尔苏布瓦、克朗勒、昂布里、圣德讷、桑皮。
安贝尔的时区为UTC+01:00、UTC+02:00（夏令时）。

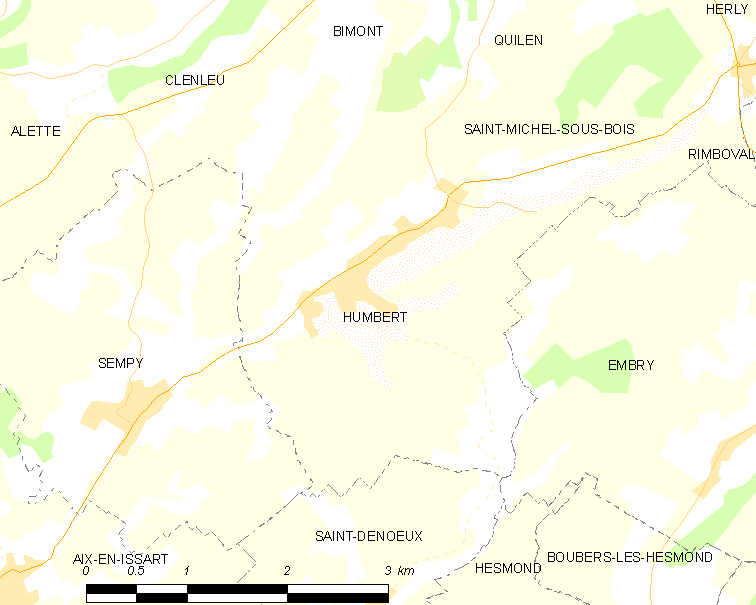
安贝尔的OSM定位图

## 行政
安贝尔的邮政编码为62650，INSEE市镇编码为62466。

## 政治
安贝尔所属的省级选区为兰布尔县。

## 人口

1962-2008年间安贝尔人口变化图示

安贝尔于2022年1月1日时的人口数量为251人。